# Trigolo
Trigolo (Trìgol in dialetto Trigolese) è un comune italiano di 1 643 abitanti della provincia di Cremona in Lombardia.

## Geografia fisica

### Territorio
Il comune di Trigolo è collocato a 30 chilometri a nord del Po, 60 ad est di Milano e 52 a sud di Bergamo, pressoché al centro della Pianura Padana, ad un'altezza di 70m s.l.m.

## Origini del nome
L'etimologia del nome è difficilmente ricostruibile: alcune fonti lo fanno risalire a tribulus, cioè "erba selvatica" così chiamata in latino e tipica delle paludi, altre invece a triticum, una graminacea che ora è conosciuta con il nome di granfarro, ma che in dialetto veneto chiamano, appunto, trigoli. Secondo fonti di Trigolo il suo nome vuol dire "tre piazze e tre vie". 
Comunque sia, la toponomastica riconduce l'insediamento abitato alla terra, ad una terra scura e fertilissima, perfettamente irrigua, sia per natura che per l'intervento dell'uomo e che vanta primati di produttività per ettaro.

## Storia

### Epoca romana
I primi insediamenti risalgono all'epoca romana, in età repubblicana quando, terminate le guerre puniche e definitivamente archiviato il pericolo cartaginese, la Pianura Padana venne suddivisa dagli agrimensori romani in centurie perché fossero distribuite ai soldati veterani ed ai coloni che la volevano coltivare.
Il territorio trigolese è stato interessato da una prima centuriazione tra il 100 ed il 70 a.C., ma fu ridistribuito tra il 41 ed il 40 a.C., all'epoca del Secondo triumvirato, cioè quando il territorio a nord di Cremona (centro della colonia) venne confiscato per essere distribuito ai veterani filo-cesariani della guerra civile.
Ancora oggi è facilmente ricostruibile, attraverso la lettura dall'alto delle strade della campagna trigolese, la suddivisione romana: esse circoscrivono dei quadrati quasi perfetti di 711 metri per lato, delimitati dai cardi e dai decumani originali.
Il territorio fu assai prospero durante il periodo imperiale, come testimoniano i numerosi reperti storici rinvenuti sia occasionalmente, quando un agricoltore cambiava l'aratro con un altro dal vomere più profondo, sia con scavi specifici organizzati dal Gruppo Archeologico Trigolese verso la metà degli anni ottanta, il territorio trigolese ha vissuto quasi quattro secoli di insediamenti romani in almeno cinque "villae", cioè le cascine dell'epoca, alcune delle quali abitate da patrizi agiati e possessori di numerosi servi e schiavi, data la vastità delle fondazioni rinvenute.

### Medioevo
Il periodo di decadenza inizia, come per tutto il nord Italia, nella seconda metà del IV secolo, dapprima con l'arrivo degli Unni di Attila, poi con le spaventose carestie che ne furono la conseguenza (soprattutto tra il 451 ed il 453).
Inizia il periodo delle prime fortificazioni ed anche la comunità trigolese si deve adattare: le fortificazioni hanno senso laddove già preesisteva un insediamento umano, quindi anche in mancanza di testimonianze dirette, gli imponenti reperti archeologici di mura rinvenuti e risalenti a quell'epoca fanno presupporre tale necessità.
Dopo alterne vicende, un periodo di tranquillità arriva con la presa di potere dei Franchi che, prima con Pipino il Breve e, poi, con Carlo Magno, avrebbero garantito al Sacro Romano Impero quella pace ormai dimenticata: la suddivisione dell'Impero in feudi, affidati agli uomini di fiducia dell'imperatore, vede Trigolo (citato per la prima volta con il suo nome in una pergamena del 919) ed il fertile territorio circostante assegnato ad Ambrogione de Trigulo, valvassino carolingio.
Tra l'alto ed il basso medioevo (cioè dopo il 1.000) il nome del feudo trigolese che passa di mano in mano ritorna frequentemente, almeno fino al 1151, quando l'imperatore Federico I di Svevia scende in Italia ed assedia Crema, mettendo a ferro e fuoco anche le comunità circostanti.
Quando Cremona si allea con l'imperatore, e contro i cremaschi, Trigolo viene utilizzato come avamposto militare e viene elevato al rango di "borgo", con diritto di erigere una torre, costruzione terminata dal signore locale, Otto di Roglerio, nel 1190.
Essendo un luogo di frontiera non mancano scaramucce ed alterne ripicche: nel 1219 scoppia una piccola guerra con l'altra comunità di frontiera (ma di parte cremasca e quindi della parte opposta), Fiesco: sarà fonte di inimicizia tra le due popolazioni, pur distanti solo quattro chilometri. Dal 1225, la divisione politica tra Guelfi e Ghibellini porta Trigolo ad essere devastato dai cremaschi e nasce l'esigenza di fortificare meglio il borgo, costruendo una cinta muraria quadrata, circondata da un fossato, ed ultimata per la fine del XIII secolo: Trigolo infatti non ha mai posseduto un castello vero e proprio, ma è da identificarsi come "borgo fortificato" con un alto "dongione", cioè una torre di avvistamento centrale.
La nascita degli Stati Regionali, con il prevalere della famiglia dei Visconti a Milano nel 1322, vede Trigolo ritornare ad essere un luogo di produzione agricola (insieme alle vicine comunità, esso era il granaio del Ducato Milanese), oltre che di frontiera, con l'obbligo di mantenere la cinta fortificata in perfetto stato ed una quantità sufficiente di viveri sempre disponibili per le truppe ducali che pattugliano i confini: proprio per questo Trigolo viene elevato al rango di "Podesteria", con un proprio Podestà nominato dal Duca ogni due anni.
Trigolo resta milanese per tutto il periodo Visconteo - Sforzesco (cioè fino alla fine del XV secolo, con la rottura della Pace di Lodi da parte di Ludovico Sforza detto "il Moro", il nuovo Duca di Milano), tranne i cinque anni di dominazione veneta, dal 1432 al 1437, quando viene conquistato da Francesco Gonzaga.

### Epoca moderna
La lotta seguita al tradimento del "Moro", travalica i confini delle Alpi, scatenando una guerra tra Francia e Spagna combattuta nella terra padana: sarà quest'ultima a prevalere, con imposizioni durissime di tasse e gabelle. Assai fitte sono le suppliche trigolesi conservate presso l'Archivio di Stato di Milano (città dove risiedeva il Viceré di Spagna) per chiedere un sollievo fiscale e maggiori considerazioni ai problemi causati dalla siccità e dalla peste dilagante. Questi problemi si aggravano sempre più, tant'è che il feudatario dell'epoca, Francesco Sfondrati, che aveva acquistato dalla Spagna il territorio trigolese per sfruttarlo, nel 1538 lo restituisce rendendosi conto di aver fatto un magro affare.
Una nuova guerra tra Francia e Spagna, vede il prevalere di un'altra potenza, l'Austria, che nel 1706 pone le basi per un dominio forte nel nord Italia, interrotto solo dalle imprese napoleoniche a cavallo tra il XVIII ed il XIX secolo.

### Ottocento
Napoleone, durante la Campagna d'Italia, accampa numerosi militari attorno a Trigolo, che acquistano dalla popolazione locale i viveri pagandoli con la loro moneta, il franco francese (tant'è che ancora oggi i Trigolesi usano dire, per denaro, i "frànc"). Dopo il Congresso di Vienna e la conseguente restaurazione austriaca del 1815, prende il via il periodo risorgimentale: le Cinque Giornate milanesi del 1848 portano il re piemontese Carlo Alberto prima a Milano e, poi, a Crema.
Nel 1849 nasce il futuro padre cappuccino Arsenio Migliavacca, noto come Arsenio da Trigolo, beatificato dalla Chiesa cattolica nel 2017.
La seconda guerra d'indipendenza (1859-1860) che porta l'Unità d'Italia, vede Trigolo riconfermato come Comune dal nuovo Governo Italiano, inquadrato con propri volontari e con il suo primo Caduto (1859), documentato, per l'indipendenza.

### Novecento
La prima guerra mondiale porta oltre 50 Caduti e la seconda quasi altrettanti.

### Simboli
Lo stemma e il gonfalone sono stati concessi con DPR del 21 dicembre 1988.
Stemma
Le fasce azzurre verticali rappresentano i corsi d'acqua che attraversano il territorio comunale; le stelle rappresentano il capoluogo, le frazioni e le cascine.
Gonfalone

## Monumenti e luoghi d'Interesse

### Il complesso della Disciplina
Complesso monacale che al suo interno ospitava:
- La cappella di San Pietro martire
- L'oratorio della Santissima Trinità
- L'Oratorio di San Bartolomeo
- Il nuovo Oratorio di San Bartolomeo

## Società

### Evoluzione demografica
Abitanti censiti

### Etnie e minoranze straniere
Al 31 dicembre 2020 i cittadini stranieri sono 156. Le comunità nazionali numericamente significative sono:
1. India, 44
2. Egitto, 34
3. Romania, 24

## Geografia antropica

### Urbanistica
Oggi Trigolo mantiene ancora la vocazione agricola originaria, anche se non è più da sola; insediamenti artigianali e piccolo industriali ne hanno mutato la fisionomia, il tempo ha alterato gli aspetti urbanistici, conservando solo gli edifici di culto più antichi (il primo è l'Oratorio dei Frati Disciplini, risalente al XV secolo), ma l'impianto medioevale non è più ben riconoscibile, se non per l'alta torre campanaria edificata sulle fondamenta del vecchio dongione ed ultimata nel 1870.

## Amministrazione
Elenco dei sindaci dal 1985 ad oggi.
| Periodo | Periodo   | Primo cittadino       | Partito                         | Carica  | Note |
| ------- | --------- | --------------------- | ------------------------------- | ------- | ---- |
| 1985    | 1990      | Giovanni Maggi        | Democrazia Cristiana            | sindaco |      |
| 1990    | 1995      | Giovanni Maggi        | Democrazia Cristiana            | sindaco |      |
| 1995    | 1999      | Ornella Pedratti      | lista civica di centro-sinistra | sindaco |      |
| 1999    | 2004      | Alfonso Cesare Biaggi | lista civica                    | sindaco |      |
| 2004    | 2009      | Alfonso Cesare Biaggi | lista civica di centro-sinistra | sindaco |      |
| 2009    | 2014      | Christian Sacchetti   | lista civica                    | sindaco |      |
| 2014    | 2019      | Christian Sacchetti   | lista civica                    | sindaco |      |
| 2019    | 2024      | Mariella Marcarini    | lista civica                    | sindaco |      |
| 2024    | in carica | Mariella Marcarini    | lista civica                    | sindaco |      |